# Kloster Sandoval
Das Kloster Sandoval (Santa María de Villaverde de Sandoval; Saltus Novalis) ist eine ehemalige Zisterzienserabtei in der Ortschaft Villaverde de Sandoval der Gemeinde Mansilla Mayor rund 10 km südsüdöstlich von León in der Provinz León in Kastilien-León in Spanien, am Zusammenfluss von Rio Esla und Rio Porma.

## Geschichte
Das Kloster wurde vom Grafen Pedro Ponce de Minerva und seiner Gattin Estefania Ramirez im Jahr 1167 auf Grund gestiftet, den ihnen König Alfons VII. von Kastilien im Jahr 1142 geschenkt hatte. Die Besiedelung mit dem Gründungskonvent unter Abt Diego Martinez erfolgte wohl erst 1171 von Kloster La Santa Espina aus der Filiation der Primarabtei Clairvaux aus. In der Folge erhielt das Kloster umfangreiche Donationen. Im 15. Jahrhundert erlebte es einen Niedergang, der erst 1487 mit dem Beitritt zur kastilischen Zisterzienserkongregation sein Ende fand. In der Klosteraufhebung unter der Regierung von Juan Álvarez Mendizábal wurde das Kloster im Jahr 1835 aufgelöst und verlassen. 

## Bauten und Anlage

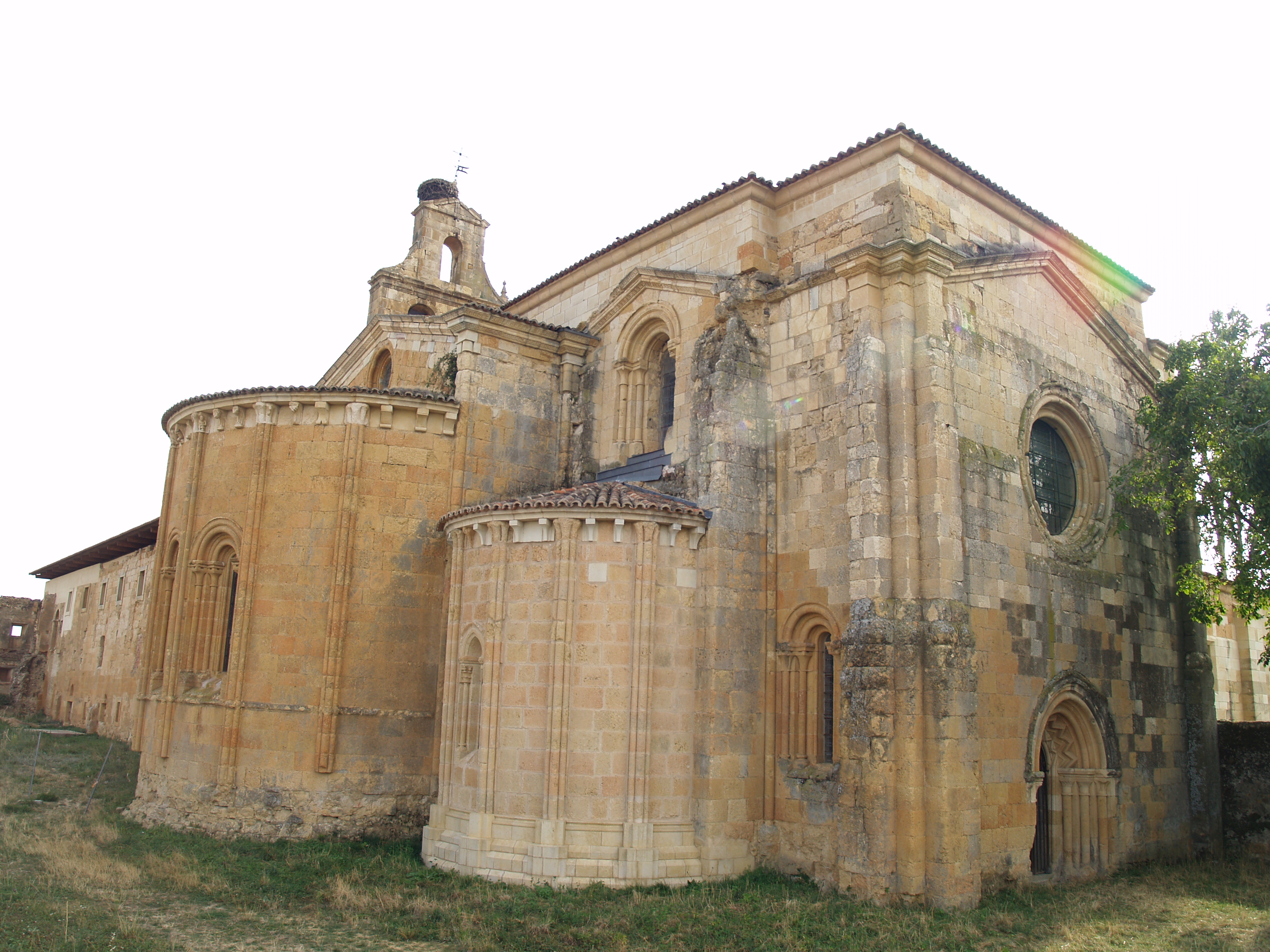
Klosterkirche von Sandoval

Die teils spitztonnengewölbte, erst 1462 im gotischen Stil vollendete Kirche hat den Grundriss eines lateinischen Kreuzes mit drei Schiffen zu je drei durch Gurtbögen geschiedenen Jochen, einem Querhaus und drei halbrunden Apsiden auf der Ostseite. In der Nordwand des Querhauses befindet sich ein romanisches Portal. Die in der frühen Neuzeit erneuerte Klausur liegt südlich (rechts von) der Kirche. Vom Ostflügel stehen nur die Umfassungsmauern. Die romanischen Fenster des Kapitelsaals sind zugemauert. Über dem Kapitelsaal lag das Dormitorium. Auf der Südseite der Klausur lagen Refektorium, Küche und Wärmeraum.